# Verein für Bewegungsspiele Stuttgart 1893 2015-2016
Questa pagina raccoglie i dati riguardanti il Verein für Bewegungsspiele Stuttgart 1893 nelle competizioni ufficiali della stagione 2015-2016.

## Stagione
Dopo la salvezza conquistata con due vittorie nelle ultime due giornate lo scorso anno, lo Stoccarda riparte con l'allenatore Alexander Zorniger timoniere della passata stagione. Il primo incontro stagionale dei biancorossi nella Bundesliga è in casa contro il Colonia; la squadra ospite si impone per tre reti a una. In Coppa di Germania, al primo turno, lo Stoccarda esordisce in casa dell'Holstein Kiel vincendo 2-1.
Alla sesta giornata arriva la prima vittoria in campionato, in casa dell'Hannover 96 (3-1). Contro il Carl Zeiss Jena, in coppa, ottiene la qualificazione al turno successivo vincendo 2-0.
Con la sconfitta interna per 0-4 rimediata contro l'Augusta, la società decide di esonerare l'allenatore Alexander Zorniger. Contro l'Eintracht Braunschweig, in coppa, ottiene la qualificazione ai quarti di finale vincendo 3-2 ai supplementari.
Il 9 febbraio lo Stoccarda viene eliminato dalla Coppa di Germania, perdendo 1-3 contro il Borussia Dortmund. Con la sconfitta casalinga per 1-2 contro l'Hannover 96, si chiude una striscia positiva di otto partite senza sconfitte.
Il 14 maggio, dopo la sconfitta per 1-3 in casa del Wolfsburg (la sesta consecutiva), lo Stoccarda viene retrocesso in 2. Fußball-Bundesliga dopo 41 anni di permanenza in massima serie.

## Maglie e sponsor
|  | Casa |  | Trasferta |  | Terza maglia |

## Rosa
Rosa aggiornata al 31 gennaio 2016
| N. |                                 | Ruolo | Calciatore           |
| -- | ------------------------------- | ----- | -------------------- |
| 1  | Australia (bandiera)            | P     | Mitchell Langerak    |
| 2  | Argentina (bandiera)            | D     | Emiliano Insúa       |
| 3  | Germania (bandiera)             | D     | Daniel Schwaab       |
| 4  | Bosnia ed Erzegovina (bandiera) | D     | Toni Šunjić          |
| 5  | Germania (bandiera)             | D     | Timo Baumgartl       |
| 6  | Germania (bandiera)             | D     | Georg Niedermeier    |
| 7  | Austria (bandiera)              | A     | Martin Harnik        |
| 8  | Germania (bandiera)             | C     | Lukas Rupp           |
| 9  | Australia (bandiera)            | C     | Robbie Kruse         |
| 10 | Germania (bandiera)             | C     | Daniel Didavi        |
| 11 | Ecuador (bandiera)              | C     | Carlos Gruezo        |
| 14 | Germania (bandiera)             | D     | Philip Heise         |
| 15 | Germania (bandiera)             | D     | Kevin Großkreutz     |
| 16 | Austria (bandiera)              | D     | Florian Klein        |
| 17 | Germania (bandiera)             | P     | Odisseas Vlachodimos |
| 18 | Serbia (bandiera)               | C     | Filip Kostić         |

| N. |                           | Ruolo | Calciatore                   |
| -- | ------------------------- | ----- | ---------------------------- |
| 19 | Germania (bandiera)       | A     | Timo Werner                  |
| 20 | Germania (bandiera)       | C     | Christian Gentner (capitano) |
| 21 | Rep. Ceca (bandiera)      | C     | Adam Hloušek                 |
| 22 | Polonia (bandiera)        | P     | Przemysław Tytoń             |
| 23 | Ucraina (bandiera)        | A     | Artem Kravec'                |
| 24 | Italia (bandiera)         | D     | Federico Barba               |
| 26 | Costa d'Avorio (bandiera) | C     | Serey Die                    |
| 27 | Germania (bandiera)       | C     | Mart Ristl                   |
| 28 | Germania (bandiera)       | C     | Marvin Wanitzek              |
| 31 | Germania (bandiera)       | C     | Arianit Ferati               |
| 33 | Germania (bandiera)       | A     | Daniel Ginczek               |
| 34 | Ucraina (bandiera)        | A     | Borys Taščy                  |
| 39 | Rep. Ceca (bandiera)      | C     | Jan Kliment                  |
| 41 | Germania (bandiera)       | D     | Stephen Sama                 |
| 42 | Stati Uniti (bandiera)    | C     | Jerome Kiesewetter           |
| 44 | Romania (bandiera)        | C     | Alexandru Maxim              |

### Staff tecnico
| Allenatore:          | Jürgen Kramny         |
| Vice-Allenatore:     | Kai Oswald            |
| Assistente:          | Marco Langner         |
| Allenatore portieri: | Chima Onyeike         |
| Medico sociale:      | Christos Papadopoulos |

## Risultati

### Bundesliga

#### Girone di andata
| Arbitro: | Stark (Altdorf) |

|                   |           |                                           |
| Didavi 79’ (rig.) | Marcatori | 75’ (rig.) Modeste 77’ Zoller 90+2’ Osako |

| Arbitro: | Perl (Monaco di Baviera) |

|                                      |           |                  |
| Iličević 32’ Lasogga 84’ Djourou 89’ | Marcatori | 23’, 42’ Ginczek |

| Arbitro: | Dankert (Rostock) |

|            |           |                                                             |
| Didavi 30’ | Marcatori | 11’ (aut.) Hloušek 42’, 87’ Castaignos 69’ (rig.) Seferović |

| Arbitro: | Stieler (Amburgo) |

|                                |           |            |
| Haraguchi 14’ Lustenberger 45’ | Marcatori | 21’ Šunjić |

| Arbitro: | Gräfe (Berlino) |

|  |           |          |
|  | Marcatori | 56’ Sané |

| Arbitro: | Stegemann (Niederkassel) |

|             |           |                                  |
| Karaman 14’ | Marcatori | 16’ Gentner 18’ Werner 90’ Maxim |

| Arbitro: | Perl (Monaco di Baviera) |

|                    |           |                                          |
| Ginczek 40’ (rig.) | Marcatori | 16’ Xhaka 20’ (aut.) Gentner 90’ Raffael |

| Arbitro: | Aytekin (Norimberga) |

|                         |           |                        |
| Volland 33’ (rig.), 77’ | Marcatori | 64’ Kliment 90’ Werner |

| Arbitro: | Winkmann (Kranenburg) |

|            |           |  |
| Didavi 59’ | Marcatori |  |

| Arbitro: | Brych (Monaco di Baviera) |

|                                                      |           |                                |
| Bellarabi 58’ Boenisch 70’ Hernández 72’ Mehmedi 89’ | Marcatori | 50’ Harnik 54’ Didavi 60’ Rupp |

| Arbitro: | Hartmann (Altusried) |

|                              |           |  |
| Garics 68’ (aut.) Werner 90’ | Marcatori |  |

| Arbitro: | Dankert (Rostock) |

|                                                    |           |  |
| Robben 11’ D. Costa 18’ Lewandowski 37’ Müller 40’ | Marcatori |  |

| Arbitro: | Stegemann (Niederkassel) |

|  |           |                                                              |
|  | Marcatori | 11’ Esswein 17’ (aut.) Baumgartl 36’ Callsen-Bracker 54’ Koo |

| Arbitro: | Gräfe (Berlino) |

|                                                      |           |            |
| Castro 3’ Aubameyang 19’, 90’ Niedermeier 65’ (aut.) | Marcatori | 40’ Didavi |

| Arbitro: | Meyer (Burgdorf) |

|          |           |          |
| Rupp 33’ | Marcatori | 71’ Ujah |

| Magonza 11 dicembre 2015, ore 20:30 CET 16ª giornata | Magonza          | 0 – 0 referto | Stoccarda | Coface Arena (29 104 spett.)\| Arbitro: \| Zwayer (Berlino) \| |
| Arbitro:                                             | Zwayer (Berlino) |               |           |                                                                |

| Arbitro: | Brych (Monaco di Baviera) |

|                            |           |           |
| Didavi 22’, 47’ Kostić 31’ | Marcatori | 8’ Arnold |

#### Girone di ritorno
| Arbitro: | Gräfe (Berlino) |

|                    |           |                                   |
| Modeste 19’ (rig.) | Marcatori | 36’ Didavi 51’ Werner 83’ Gentner |

| Arbitro: | Perl (Pullach) |

|                             |           |             |
| Hunt 66’ (aut.) Kravec' 88’ | Marcatori | 75’ Rudņevs |

| Arbitro: | Sippel (Monaco di Baviera) |

|                      |           |                                                   |
| Meier 52’ Huszti 90’ | Marcatori | 27’ Gentner 45’ Didavi 65’ Niedermeier 76’ Kostić |

| Arbitro: | Dingert (Lebecksmühle) |

|                    |           |  |
| Die 51’ Kostić 84’ | Marcatori |  |

| Arbitro: | Dankert (Rostock) |

|              |           |            |
| Belhanda 14’ | Marcatori | 74’ Harnik |

| Arbitro: | Stegemann (Niederkassel) |

|            |           |                 |
| Werner 18’ | Marcatori | 32’, 83’ Schulz |

| Arbitro: | Welz (Wiesbaden) |

|                                                           |           |  |
| Hazard 16’ Raffael 60’ Herrmann 68’ Großkreutz 90’ (aut.) | Marcatori |  |

| Arbitro: | Dingert (Kaiserslautern) |

|                                                    |           |              |
| Niedermeier 5’, 51’ Rupp 42’ Kostić 78’ Werner 83’ | Marcatori | 73’ Kramarić |

| Arbitro: | Gräfe (Berlino) |

|                                    |           |                               |
| Hartmann 4’ Leckie 56’ Lezcano 61’ | Marcatori | 4’ Kostić 79’ Rupp 84’ Didavi |

| Arbitro: | Siebert (Berlino) |

|  |           |                          |
|  | Marcatori | 11’ Brandt 49’ Bellarabi |

| Arbitro: | Zwayer (Berlino) |

|                         |           |                        |
| Wanger 26’ Niemeyer 51’ | Marcatori | 45’ Gentner 45+1’ Rupp |

| Arbitro: | Dankert (Rostock) |

|            |           |                                               |
| Didavi 63’ | Marcatori | 31’ (aut.) Niedermeier 52’ Alaba 88’ D. Costa |

| Arbitro: | Stieler (Amburgo) |

|                 |           |  |
| Finnbogason 36’ | Marcatori |  |

| Arbitro: | Siebert (Berlino) |

|  |           |                                       |
|  | Marcatori | 21’ Kagawa 45’ Pulisic 56’ Mxit'aryan |

| Arbitro: | Brych (Monaco di Baviera) |

|                                                                        |           |                      |
| Bartels 10’, 80’ Barba 33’ (aut.) Öztunali 42’ C. Pizarro 64’ Ujah 86’ | Marcatori | 26’ Didavi 53’ Barba |

| Arbitro: | Aytekin (Oberasbach) |

|            |           |                                   |
| Gentner 6’ | Marcatori | 37’ Malli 53’ Córdoba 77’ Onisiwo |

| Arbitro: | Gräfe (Berlino) |

|                              |           |            |
| Arnold 11’ Schürrle 19’, 90’ | Marcatori | 78’ Didavi |

### Coppa di Germania
| Arbitro: | Winkmann (Kerken) |

|             |           |                        |
| Czichos 37’ | Marcatori | 41’ Didavi 60’ Ginczek |

| Arbitro: | Meyer (Burgdorf) |

|  |           |                        |
|  | Marcatori | 22’ Harnik 90+2’ Maxim |

| Arbitro: | Sippel (Monaco di Baviera) |

|                                        |           |                      |
| Niedermeier 21’ Werner 99’ Šunjić 118’ | Marcatori | 6’ Baffoe 110’ Ademi |

| Arbitro: | Stieler (Amburgo) |

|          |           |                                       |
| Rupp 21’ | Marcatori | 5’ Reus 31’ Aubameyang 90’ Mxit'aryan |

## Statistiche

### Statistiche di squadra
| Competizione      | Punti | In casa | In casa | In casa | In casa | In casa | In casa | In trasferta | In trasferta | In trasferta | In trasferta | In trasferta | In trasferta | Totale | Totale | Totale | Totale | Totale | Totale | DR  |
| Competizione      | Punti | G       | V       | N       | P       | Gf      | Gs      | G            | V            | N            | P            | Gf           | Gs           | G      | V      | N      | P      | Gf     | Gs     | DR  |
| ----------------- | ----- | ------- | ------- | ------- | ------- | ------- | ------- | ------------ | ------------ | ------------ | ------------ | ------------ | ------------ | ------ | ------ | ------ | ------ | ------ | ------ | --- |
| Bundesliga        | 33    | 17      | 6       | 1       | 9       | 22      | 32      | 17           | 3            | 5            | 9            | 28           | 43           | 34     | 9      | 6      | 19     | 50     | 75     | -25 |
| Coppa di Germania | -     | 2       | 1       | 0       | 1       | 4       | 5       | 2            | 2            | 0            | 0            | 4            | 1            | 4      | 3      | 0      | 1      | 8      | 6      | +2  |
| Totale            | 33    | 19      | 7       | 1       | 11      | 26      | 37      | 19           | 5            | 5            | 9            | 32           | 44           | 38     | 12     | 6      | 20     | 58     | 81     | -23 |

### Statistiche dei giocatori
In corsivo i calciatori che hanno lasciato la squadra a stagione in corso.
| Giocatore      | Bundesliga | Bundesliga | Bundesliga  | Bundesliga | Coppa di Germania | Coppa di Germania | Coppa di Germania | Coppa di Germania | Totale   | Totale | Totale      | Totale     |
| Giocatore      | Presenze   | Reti       | Ammonizioni | Espulsioni | Presenze          | Reti              | Ammonizioni       | Espulsioni        | Presenze | Reti   | Ammonizioni | Espulsioni |
| -------------- | ---------- | ---------- | ----------- | ---------- | ----------------- | ----------------- | ----------------- | ----------------- | -------- | ------ | ----------- | ---------- |
| F. Barba       | 2          | 1          | 0           | 0          | 0                 | 0                 | 0                 | 0                 | 2        | 1      | 0           | 0          |
| T. Baumgartl   | 19         | 0          | 3           | 0          | 2                 | 0                 | 0                 | 0                 | 21       | 0      | 3           | 0          |
| D. Didavi      | 31         | 13         | 8           | 1          | 3                 | 1                 | 1                 | 0                 | 34       | 14     | 9           | 1          |
| S. Die         | 23         | 1          | 6           | 1          | 2                 | 0                 | 0                 | 0                 | 25       | 1      | 6           | 1          |
| A. Ferati      | 3          | 0          | 0           | 0          | 1                 | 0                 | 0                 | 0                 | 4        | 0      | 0           | 0          |
| C. Gentner     | 29         | 5          | 3           | 0          | 3                 | 0                 | 1                 | 0                 | 32       | 5      | 4           | 0          |
| D. Ginczek     | 7          | 3          | 1           | 0          | 1                 | 1                 | 0                 | 0                 | 8        | 4      | 1           | 0          |
| K. Großkreutz  | 10         | 0          | 3           | 0          | 1                 | 0                 | 1                 | 0                 | 11       | 0      | 4           | 0          |
| C. Gruezo      | 2          | 0          | 0           | 0          | 1                 | 0                 | 1                 | 0                 | 3        | 0      | 1           | 0          |
| M. Harnik      | 19         | 1          | 2           | 0          | 2                 | 1                 | 0                 | 0                 | 21       | 2      | 2           | 0          |
| P. Heise       | 5          | 0          | 0           | 0          | 1                 | 0                 | 0                 | 0                 | 6        | 0      | 0           | 0          |
| A. Hloušek     | 7          | 0          | 1           | 0          | 1                 | 0                 | 0                 | 0                 | 8        | 0      | 1           | 0          |
| E. Insúa       | 33         | 0          | 5           | 0          | 4                 | 0                 | 0                 | 0                 | 37       | 0      | 5           | 0          |
| J. Kiesewetter | 0          | 0          | 0           | 0          | 0                 | 0                 | 0                 | 0                 | 0        | 0      | 0           | 0          |
| F. Klein       | 22         | 0          | 3           | 1          | 2                 | 0                 | 0                 | 0                 | 24       | 0      | 3           | 1          |
| J. Kliment     | 8          | 1          | 1           | 0          | 2                 | 0                 | 0                 | 0                 | 10       | 1      | 1           | 0          |
| F. Kostić      | 30         | 5          | 4           | 0          | 3                 | 0                 | 0                 | 0                 | 33       | 5      | 4           | 0          |
| A. Kravec'     | 15         | 1          | 1           | 0          | 1                 | 0                 | 0                 | 0                 | 16       | 1      | 1           | 0          |
| R. Kruse       | 3          | 0          | 0           | 0          | 1                 | 0                 | 0                 | 0                 | 4        | 0      | 0           | 0          |
| M. Langerak    | 2          | -6         | 0           | 0          | 1                 | -3                | 0                 | 0                 | 3        | -9     | 0           | 0          |
| A. Maxim       | 25         | 1          | 1           | 0          | 2                 | 1                 | 0                 | 0                 | 27       | 2      | 1           | 0          |
| G. Niedermeier | 18         | 3          | 5           | 0          | 2                 | 1                 | 1                 | 0                 | 20       | 4      | 6           | 0          |
| M. Ristl       | 3          | 0          | 1           | 0          | 1                 | 0                 | 0                 | 0                 | 4        | 0      | 1           | 0          |
| L. Rupp        | 29         | 5          | 4           | 0          | 3                 | 1                 | 1                 | 0                 | 32       | 6      | 5           | 0          |
| S. Sama        | 0          | 0          | 0           | 0          | 0                 | 0                 | 0                 | 0                 | 0        | 0      | 0           | 0          |
| D. Schwaab     | 29         | 0          | 2           | 0          | 3                 | 0                 | 0                 | 0                 | 32       | 0      | 2           | 0          |
| T. Šunjić      | 19         | 1          | 5           | 1          | 3                 | 1                 | 0                 | 0                 | 22       | 2      | 5           | 1          |
| B. Taščy       | 9          | 0          | 0           | 0          | 1                 | 0                 | 0                 | 0                 | 10       | 0      | 0           | 0          |
| P. Tytoń       | 31         | -61        | 1           | 1          | 3                 | -3                | 0                 | 0                 | 34       | -64    | 1           | 1          |
| O. Vlachodimos | 3          | -8         | 0           | 0          | 0                 | 0                 | 0                 | 0                 | 3        | -8     | 0           | 0          |
| M. Wanitzek    | 1          | 0          | 0           | 0          | 1                 | 0                 | 1                 | 0                 | 2        | 0      | 1           | 0          |
| T. Werner      | 33         | 6          | 0           | 0          | 3                 | 1                 | 0                 | 0                 | 36       | 7      | 0           | 0          |
| M. Zimmermann  | 2          | 0          | 0           | 0          | 0                 | 0                 | 0                 | 0                 | 2        | 0      | 0           | 0          |